# Сугестологія
Сугестологія (від лат. suggestio — навіювання і грец. logos — вчення) — галузь науки, що вивчає психологічні явища навіювання та самонавіювання. Бере початок від гіпнології. Досліджує не тільки сугестивні феномени, що спостерігаються у стані гіпнотичного сну, а й навіювання в несплячому стані, що характеризується загальним розслабленням, розкутістю (див. Релаксація, Аутогенне тренування). Найширші сфери застосування — медицина (сугестотерапія) і педагогіка (сугестопедія). Окремим видом сугестопедії є гіпнопедія. Основи сугестології заклали такі вчені, як В. М. Бехтерєв, І. П. Павлов, К. І. Платонов, Л. А. Близниченко, А. М. Свядощ та інші. В 60-х роках XX сторіччя сугестологію обґрунтував болгарський науковець Г. Лозанов, директор першого у світі науково-дослідницького інституту сугестології (заснований 1966). З 1975 року в Болгарії видається журнал «Сугестологія і сугестопедія».
| Псі, буква грецького алфавіту, символ психології | Це незавершена стаття з психології. Ви можете допомогти проєкту, виправивши або дописавши її. |